# SDSS J1229+1122
SDSS J1229+1122 (SDSS J122952.66+112227.8) — голубой сверхгигант в хвосте карликовой неправильной галактики IC 3418.

## Обнаружение
Об открытии звезды объявили в 2013 году астрономы Юити Ояма и Ананда Хота. С помощью телескопа «Субару» изучалась галактика IC 3418. По спектроскопическим данным стало понятно, что туманность D3 или IC3418 D3, которая располагается в ней, не является областью активного звездообразования, а представляет собой скопление газа подсвеченное одной звездой.
В спектре этой отражательной туманности определён источник освещения. Это звезда, тип которой — голубой сверхгигант, также был определён с помощью методов спектрального анализа.

## Особенности
Скопление газа находится в хвосте, вызванном снятием давления газа из скопления галактик.
До открытия в 2018 году с помощью двойного гравитационного линзирования объекта MACS J1149 Lensed Star 1 (также известного как Icarus) звезда SDSS J1229+1122 была самой далекой из известных звезд. Она располагается на расстоянии 55 млн световых лет (17 мегапарсек) (звезды, более отдаленные, чем эта, известны только как взрывы сверхновых и гамма-всплески).
Звезда и её галактика находятся в скоплении Девы. Скопление газа, которое освещает звезда, называется D3 или IC3418 D3 и находится внутри нитевидной структуры, называемой F1 или IC3418 F1.